# Institutionenkunde
Das institutionenkundliche Lernen oder die Institutionenkunde basiert auf der Annahme, dass der Politikunterricht Institutionen thematisieren muss, um der politischen Wirklichkeit gerecht zu werden.
Institutionenkunde gilt als wichtiger Aufgabenbereich in der politischen Bildung. Seit 1960 wendete sich die Mehrheit der Politikdidaktiker allerdings hiervon ab. Dies wurde damit begründet, dass bloße Institutionenkunde zum einen die Interessen und Ziele der Schüler vernachlässige und zum anderen den Prozess- und Handlungscharakter von politischen und gesellschaftlichen Entscheidungen verkenne. Peter Massing konstatiert infolgedessen eine sehr einseitige politische Bildung.
Als Begründung für eine Intensivierung der Institutionenkunde im Politikunterricht führen die Befürworter ins Feld, dass mittlerweile viele Jugendliche Institutionen distanziert betrachten und deren Sinn, Zweck und Aufgabenbereiche nicht kennen. Die politische Realität sei geprägt durch Komplexität und Vielschichtigkeit und benötige daher eine Bildung, die alle Aspekte des Politischen einbeziehe. Als Folge dessen ist die Institutionenkunde wieder verstärkt ins Zentrum des Politikunterrichts gerückt.

## Konzept
Das institutionenkundliche Lernen fragt danach, wie die entsprechenden Themen in den Politikunterricht integriert werden können. Inhaltlich ist zu ermitteln, was politische und gesellschaftliche Institutionen sind und welche Aufgaben sie erfüllen. Über die Didaktik ist sodann der Lernprozess zu organisieren und die politische Objektivität mit der lebensweltlichen Subjektivität der Schüler zu verknüpfen.

## Begriffsklärung Institution
In den Sozialwissenschaften gelten Institutionen als theoriebildender Begriff. Bislang gibt es keine genaue Definition oder einheitliches Verständnis.

### Engerer Sinn
Hier ist mit „Institutionen“ vor allem Staat, Regierung (Staatsoberhaupt, Ministerien, Kabinett), Parlament, Verwaltung, Gerichte und föderative und kommunale Einrichtungen gemeint.

### Weiterer Sinn
Hier spricht man von gesellschaftlichen Organisationen (Nichtregierungsorganisation, Verbände, Massenmedien, Parteien) und rechtlich normierte, verbindliche Verhaltensmuster (Verfassung, Gesetze Wahlen, Mehrheitsprinzip). Gemeinhin sind dies Regelsysteme, die zur Herstellung und Durchführung allgemein verbindlicher Entscheidungen dienen.

### Funktionen
Durch Institutionen wird menschliches Verhalten strukturiert bzw. Verhaltensmuster, wie beispielsweise Wahlen, temporär verfestigt. Adressaten von Institutionen, die deren Wirkungsweise verinnerlicht haben, weisen eine Erwartungshaltung auf, die sie auf den Sinn dieser Institution ausrichten. In ihrem Charakter sind Institutionen überpersönlich und ordnend.

## Anforderungen an das Institutionenkundliche Lernen
Im Folgenden werden die wichtigsten Aufgabenfelder des institutionenkundlichen Lernens dargestellt.

### Sinn
Institutionen haben einen Sinnzusammenhang. Es handelt sich hierbei um die Objektivierung des in Interaktionen gemeinten Sinn. Da viele Bürger Sinn, Wert und Bestehensvoraussetzungen dieser Einrichtungen nicht mehr kennen, kann die Konsistenz und Kontinuität von Institutionen nicht mehr gewährleistet werden.
Institutionenkundliches Lernen muss daher in erster Linie den Schülern verdeutlichen, dass Institutionen Sinn konstituieren, also auf einer Idee gründen. Ebenso sollen Schüler begreifen, dass das Agieren und faktische Handeln einer Institution an ihrer Idee gemessen werden kann.

### Interessen- und Herrschaftsaspekte
Institutionen sind von Menschen gemacht, folglich sind sie revidierbar und erneuerbar. Sie dienen einerseits der Interessenbefriedigung, andererseits der Durchsetzung von Wünschen, Werten und Einstellungen. Außerdem können sie unter einem Herrschaftsaspekt betrachtet werden.
Anhand ihrer Interessen lassen sich Institutionen analysieren.
Aus der historischen Perspektive gesehen konstatiert Karl Rohe: Institutionen seien geronnene Interessen. Politische Institutionalisierung sei von jeher ein Mittel der gesellschaftlichen Interessenverwirklichung.
Ebenso wichtig ist die Einbeziehung der herrschaftlichen Perspektive. Betrachte man Institutionen unter der Annahme, dass jegliches Interesse partiellen Charakter besitzet, so müsse man davon ausgehen, dass Institutionalisierung im geschichtlichen Verlauf von Gesellschaften ein konflikthafter Prozess der Konstitutionalisierung durch Herrschaft gewesen sei.
Die empirische Analyse des Interessen- und Herrschaftsaspekts von Institutionen ist Grundlage jeder Institutionenkritik.
Die Frage, ob, wo und warum Institutionen nicht mehr ausreichen, reformiert, weiterentwickelt oder durch neue ergänzt werden müssen, kann der Politikunterricht erst beantworten, wenn zuvor genannte Aspekte näher beleuchtet wurden, schließt Bernhard Sutor.

### Politische Dimensionen
Die Dimensionen der Politik umfassen immer Form, Inhalt, und Prozess. Politik vollzieht sich also stets dreidimensional. Sie ist ein Geschehen, bei dem im Rahmen fester Formen (polity), zum Ziele der Verwirklichung bestimmter Inhalte (policy) Aktivitäten bzw. Prozesse (politics) stattfinden. Diese Dimensionen stehen in wechselseitiger Korrespondenz und Spannungsverhältnissen.
Institutionenkundliches Lernen lässt sich didaktisch nur rechtfertigen, wenn es im Unterricht methodisch gelingt, die politischen Institutionen als Teil der polity-Dimension in Beziehung zu setzen zu Prozessen (politics) und Inhalten (policy). Nur so lässt sich die Komplexität politischer Realität für die Schüler angemessen erfahren und an diese vermitteln.

## Didaktische Prinzipien
Erschließungsstrategien für institutionenkundliches Lernen sollen an den folgenden vier didaktischen Prinzipien dargestellt werden. Oberste Prämisse ist bei allen die Orientierung an der Lebenswelt der Schüler.

### Erfahrungsorientierung
Über Erfahrungsorientierung soll die Alltagswelt der Schüler mit Politik verbunden werden.
Der subjektbezogene Zugang knüpft direkt an der Lebenswelt der Schüler an. Es wird eine Brücke von der Mikrowelt zur Makrowelt geschlagen. Didaktisch werden die Schüler in eine aufgabenhaltige Situation innerhalb ihres Mikrokosmos in Verbindung mit Institutionen versetzt.
Der objektbezogene Zugang stellt den Schülern eine zentrale politische Institution vor und holt diese in den Erfahrungshorizont der Schüler. Die Schüler erfahren, inwieweit sie durch Institutionen betroffen sind. Institutionen sollen so trotz Ferne und Abstraktheit verstanden werden.

### Problemorientierung
Institutionen können nicht an sich Gegenstand des Politikunterrichts sein. Um sie zu verstehen, bedarf es eines konkreten Problems – also einer oder mehrerer exemplarisch zu analysierenden Kontroverse(n) (Problemorientierung). Diese werden analysiert und den Schülern somit zugänglich gemacht. Anhand politischer Entscheidungsprozesse können dann Funktionen und Strukturen erschlossen werden. Auch die Frage nach dem Sinnzusammenhang sowie Interessens- und Herrschaftsaspekte spielen hier eine Rolle. Zudem muss die Rolle der Institution in ihrer inhaltlichen und prozessualen Dimensionen geklärt werden. Die Schülerperspektive variiert je nach Auffassung zwischen der eines Adressaten, Betroffenen, Akteurs oder politisch Handelnden.

### Binnenorientierung
Vor allem die Akteure und deren Perspektive innerhalb einer Institution stehen im Zentrum. Die Schüler setzen sich mit deren Handeln auseinander, analysieren ihre Einstellungen, Interessen und Motive. Handlungsspielräume und institutionelle Zwänge werden auf diese Weise greifbar gemacht. Geeignete Methoden sind Planspiele, Simulationen oder Fallbeispiele, die den direkten Kontakt über die Akteursperspektive vermitteln.

### Handlungsorientierung
Inhaltlich beschreibt Handlungsorientierung das genaue Betrachten des Handelns der Institutionen und jenes der Akteure innerhalb der Institutionen.
Handlungsorientierung als Ziel politischer Bildung bedeutet, die Schüler zu befähigen, sich die Institutionen selbst zu erschließen. Methodisch zielt sie darauf, vermehrt schüleraktivierende Unterrichtsmethoden einzusetzen.

## Belege
1. ↑  vgl. Massing 1999.
2. ↑  vgl. Gille/Krüger 2000.
3. ↑  Göhler 1987, 18
4. ↑  Czada 2002, 354ff
5. ↑  Gagel 1989, 83
6. ↑  Greven 1983, 519
7. ↑  Rohe 1994, 39
8. ↑  Sutor 1990, 326
9. ↑  Scharpf 1985, 164
10. ↑  Deichmann 1999, 239
11. ↑  Grammes 1995.
12. ↑  Deichmann 1999, 233
13. ↑  Grammes 1994, 183